# Оризари (Пловдивская область)
Оризари (болг. Оризари) — село в Болгарии. Находится в Пловдивской области, входит в общину Родопи. Население составляет 380 человек.

## Политическая ситуация
В местном кметстве Оризари, в состав которого входит Оризари, должность кмета (старосты) исполняет Светослав Георгиев Тотев (Болгарская социалистическая партия (БСП)) по результатам выборов правления кметства.
Кмет (мэр) общины Родопи — Йордан Георгиев Шишков (Болгарская социалистическая партия (БСП)) по результатам выборов в правление общины.